# Christof Fries
Johann Georg Christof Fries, auch Christoph Fries, (* 1787 oder 1788 in Nürnberg; † 10. November 1857 in Regensburg) war ein deutscher Opernsänger (Bass), Schauspieler, Bühnen- und Kostümbildner.

## Leben
Fries entstammte einer Nürnberger Künstlerfamilie. Sein Vater Anton Fries war Maler und Zeichenlehrer. Am 6. Februar 1809 debütierte er als Schauspieler am Theater Bamberg und war dort auch als Bühnenbildner tätig, wo er auch Gesangsunterricht durch E. T. A. Hoffmann erhielt.
Von Februar 1811 bis 1816 war er am Theater Nürnberg tätig und nahm während dieser Zeit bei Caroline Reuter Gesangsunterricht. Im Mai 1814 gastierte er, allerdings erfolglos, in München.
1816 unternahm er von Nürnberg aus eine Gastspielreise (u. a. im März in Prag), kehrte jedoch unter Bruch seines Vertrags nicht nach Nürnberg zurück, sondern ging nach Hannover (bis 1817) zu August Pichler. Von dort aus gastierte er auch in Mannheim.
Trotz des Vertragsbruchs war er vom Frühjahr 1817 bis Frühjahr 1818 erneut am Theater Nürnberg engagiert.
Danach gastierte er, weitgehend erfolglos, von 1818 bis 1820 in Frankfurt am Main (April/Mai 1818, erfolglos), Hannover (September 1819), Berlin (Oktober 1819) und am Theater an der Wien (Anfang 1820, erfolglos).
1820 wurde er ans Hoftheater München engagiert und blieb dort bis zu seiner Pensionierung im Juli 1857. Dort war er auch als Kostümier und Dekorationsmaler tätig.

## Familie
Christof Fries heiratete im Dezember 1814 in Nürnberg seine Schauspielkollegin Adelheid Spitzeder (* 1793 in Bonn; † 21. November 1873 in München). Sie war eine Tochter des Sängers Johann Baptist Spitzeder. Die Ehe wurde 1833 geschieden.
1836 heiratete er in zweiter Ehe die Tänzerin Louise Gostolzky (* 10. April 1812 in Wien; † 9. Mai 1883 in München).